# Concorso di architettura
Il concorso di architettura è un particolare tipo di concorso che riguarda l'architettura e/o l'urbanistica. Tale concorso consiste in una procedura finalizzata alla acquisizione, da parte di un soggetto pubblico o privato, di progetti di architettura in riferimento ad una specifica richiesta.
"Quando la prestazione riguardi la progettazione di lavori di particolare rilevanza sotto il profilo architettonico, ambientale, storico-artistico e conservativo, nonché tecnologico, le stazioni appaltanti valutano in via prioritaria l'opportunità di applicare la procedura del concorso di progettazione o del concorso di idee."
(Decreto Legislativo 163 del 2006, articolo 91, comma 5)
Il concorso di architettura, come ogni concorso propriamente detto,  può avere molteplici forme ma ha sempre:
- un bando, in cui vengono definite in forma sintetica le richieste del soggetto banditore, le regole della competizione e i tempi di svolgimento;
- un disciplinare di concorso, in cui vengono specificate a fondo le esigenze dell'Ente banditore e le modalità di partecipazione. Talvolta il bando e il disciplinare di concorso sono contenuti in un unico documento.
- la messa in palio di uno o più premi (che possono consistere in denaro, nell'incarico professionale o anche, in casi rari, in un premio nominale);
- una fase di giudizio in cui una commissione giudicatrice nominata dall'Ente banditore suggella il concorso con un giudizio che generalmente elegge un vincitore del concorso.

## Storia
Una storia del concorso di architettura sarebbe un tema per un approfondito studio perché il concorso di architettura ha radici antiche.
Alcuni concorsi rimasero importanti nella storia dell'architettura per le partecipazioni e per i risultati, a volte clamorosi. Si rammentano:
- il concorso per la cupola di Santa Maria del Fiore a Firenze, indetto nel 1418 dall'Opera del Duomo, che non fu assegnato ma che condusse all'assegnazione dell'incarico a Filippo Brunelleschi e a Lorenzo Ghiberti (il quale fu in seguito estromesso dal primo).
- il concorso per il Crystal Palace per l'Esposizione Internazionale di Londra del 1850 che non ebbe vincitori, nonostante i 245 progetti, e che fu poi eseguito dal costruttore di serre Joseph Paxton
- il teatro dell'Opéra national de Paris (a Parigi) del 1860  in cui Charles Garnier, giovane architetto sconosciuto, di 35 anni, vinse il concorso superando il progetto di Eugène Viollet-le-Duc;
- il Concorso per il Palazzo delle Nazioni a Ginevra del 1926 dove Le Corbusier fu clamorosamente escluso, e che invece premiò la Nuova Tradizione di Carlo Broggi, Julien Flegenheimer, Camille Lefèvre, Henri-Paul Nénot e Joseph Vago.
- l'Opera House a Sydney del 1957 vinta dall'allora sconosciuto Jørn Utzon.

## Tipi di concorso

### Concorso di idee
Il concorso di idee non è finalizzato direttamente ad una realizzazione, ma ad un ampio confronto su un tema, che può avere gradi di indeterminatezza. Il seguito del concorso di idee può in alcuni casi, se previsto dal disciplinare di concorso essere un affidamento di incarico al vincitore per l'approfondimento delle successive fasi progettuali

### Concorso di progettazione
Il concorso di progettazione è finalizzato alla realizzazione di un'opera, e gli elaborati richiesti ai concorrenti corrispondono in linea di massima a quelli richiesti per un progetto preliminare ai sensi della vigente normativa. Tale forma di concorso ha, generalmente, l'obiettivo di affidare l'incarico professionale al vincitore per il proseguimento delle successive fasi progettuali.

### Appalto-concorso
L'Appalto-concorso è una procedura ibrida che è volta ad affidare l'appalto delle opere comprensive della progettazione. In parole semplici, il committente chiede che assieme all'offerta venga presentato anche un progetto e valuta sia in base all'offerta sia in base alla qualità del progetto.
Nel passato questa procedura fu applicata molto più ampiamente di quella del concorso propriamente detto. Oggi è più rara. Ciò è dovuto al fatto che questa procedura fornisce meno garanzie nell'aggiudicazione dell'appalto, più che per il fatto che essa indubbiamente riduce le possibilità di controllo della qualità del progetto.

## Tipi di procedure
Le procedure del concorso di architettura possono essere molte e dipendono dagli obiettivi che si pone l'ente banditore. Di seguito si propongono alcune alternative.

### Concorso ristretto o aperto
Il concorso aperto è una procedura che non pone limiti ai partecipanti, mentre quella ristretta prevede una preselezione degli stessi.

### Concorso a fase unica o a più fasi
Il concorso può essere ad una sola fase, con giudizio su un'unica consegna di elaborati progettuali, oppure a più fasi. Generalmente la seconda fase è successiva ad una selezione di partecipanti, che possono ottenere un rimborso spese. Questa procedura è utilizzata quando il committente vuole uno stadio avanzato di progetti su cui scegliere e, contemporaneamente, vuole un ampio spettro di idee su cui orientarsi. Il rimborso spese assicura ai professionisti che accedono alla seconda fase un recupero dell'investimento.
Tale procedura è più applicata all'estero che in Italia.

### Concorso anonimo o palese
Il concorso può essere anonimo, con nascondmento della paternità del progetto fino a che il giudizio sia stato espresso, oppure può essere "palese", con esplicita dichiarazione della paternità del progetto. Nel caso di concorso aperto viene spesso scelta la forma anonima, per garantire la maggiore imparzialità della giuria. Nel concorso ad invito viene invece scelta spesso la forma palese.

### Il programmatore di concorsi
In anni recenti in Italia è emersa da parte delle Pubbliche amministrazioni la necessità di disporre di soggetti in possesso di una specifica preparazione nella gestione dei concorsi di progettazione, ed in grado di porsi, secondo il modello francese del programmatore, come interlocutore tra la committenza ed il progettista dell'opera, dalla fase iniziale sino alla realizzazione dell'opera stessa.
Il programmatore di concorsi, in genere un professionista laureato in architettura o ingegneria, fornisce la sua esperienza nel campo specifico dei concorsi di progettazione come consulente esterno qualora l'Ente banditore non disponga nel proprio organico delle competenze adatte.

## Concorso di architettura nella legislazione italiana
Il concorso di architettura è in Italia regolato dalle seguenti disposizioni legislative:
- Decreto legislativo 12 aprile 2006, n. 163. Codice dei contratti pubblici relativi a lavori, servizi e forniture in attuazione delle direttive 2004/17/CE e 2004/18/CE:
  - Titolo II - Capo IV Servizi attinenti all'architettura e all'ingegneria. Sezione III Concorsi di progettazione (artt. 99-110)  e Allegato IX D - Informazioni che devono figurare nei bandi e negli avvisi per i concorsi di progettazione nei settori ordinari di cui alla parte II del codice.[1]
- Decreto del Presidente della Repubblica 21 dicembre 1999, n. 554, Regolamento di attuazione della legge quadro in materia di lavori pubblici 11 febbraio 1994, n. 109 e modificazioni:
  - Titolo IV - Affidamento dei servizi attinenti all'architettura e all'ingegneria. Capo II - Concorso di idee e CAPO III - Concorsi di progettazione (artt. 57-61[2]).

Tali norme prevedono la possibilità, nell'ambito dell'affidamento degli incarichi di progettazione nei lavori pubblici, di utilizzare la procedura concorsuale.